# Cour d'appel des États-Unis pour le neuvième circuit

Sceau de la Cour d'appel des États-Unis pour le neuvième circuit.

La cour d'appel des États-Unis pour le neuvième circuit (United States Court of Appeals for the Ninth Circuit), sise à San Francisco, est une cour d'appel fédérale américaine, devant laquelle sont interjetés les appels en provenance des 15 cours de district (United States District Court) suivantes :
| États                  | Districts              | Nombre de comtés       | Comtés |
| ---------------------- | ---------------------- | ---------------------- | --- |
| Alaska                 | Totalité de l'État     | Totalité de l'État     | Totalité de l'État |
| Arizona                | Totalité de l'État     | Totalité de l'État     | Totalité de l'État |
| Californie             | centre                 | 5                      | Los Angeles, San Bernardino, San Luis Obispo, Santa Barbara et Ventura. |
| Californie             | est                    | 34                     | Alpine, Amador, Butte, Calaveras, Colusa, El Dorado, Fresno, Glenn, Inyo, Kern, Kings, Lassen, Madera, Mariposa, Merced, Modoc, Mono, Nevada, Placer, Plumas, Sacramento, San Joaquin, Shasta, Sierra, Siskiyou, Solano, Stanislaus, Sutter, Tehama, Trinity, Tulare, Tuolumne, Yolo et Yuba. |
| Californie             | nord                   | 15                     | Alameda, Contra Costa, Del Norte, Humboldt, Lake, Marin, Mendocino, Monterey, Napa, San Benito, San Francisco, San Mateo, Santa Clara, Santa Cruz et Sonoma. |
| Californie             | sud                    | 4                      | Imperial, Orange, Riverside et San Diego. |
| Guam                   | Totalité du territoire | Totalité du territoire | Totalité du territoire |
| Hawaï                  | Totalité de l'État     | Totalité de l'État     | Totalité de l'État |
| Idaho                  | Totalité de l'État     | Totalité de l'État     | Totalité de l'État |
| Montana                | Totalité de l'État     | Totalité de l'État     | Totalité de l'État |
| Nevada                 | Totalité de l'État     | Totalité de l'État     | Totalité de l'État |
| Îles Mariannes du Nord | Totalité du territoire | Totalité du territoire | Totalité du territoire |
| Oregon                 | Totalité de l'État     | Totalité de l'État     | Totalité de l'État |
| Washington             | est                    | 20                     | Adams, Asotin, Benton, Chelan, Columbia, Douglas, Ferry, Franklin, Garfield, Grant, Kittitas, Klickitat, Lincoln, Okanogan, Pend Oreille, Spokane, Stevens, Walla Walla, Whitman et Yakima.                                                                                                   |
| Washington             | ouest                  | 19                     | Clallam, Clark, Cowlitz, Grays Harbor, Island, Jefferson, King, Kitsap, Lewis, Mason, Pacific, Pierce, San Juan, Skagit, Skamania, Snohomish, Thurston, Wahkiakum et Whatcom. |

Le neuvième circuit est de loin la plus importante cour d'appel fédérale des États-Unis, avec vingt-huit juges en service. La cour tient généralement audience à Seattle, Portland, San Francisco, et Pasadena, mais certains juges peuvent occasionnellement voyager pour s'occuper de cas en Alaska, à Hawaï, et dans les territoires du Pacifique sur lesquelles la cour a une compétence.

## Origines et histoire de la cour
| Année | Juridiction                                | Population totale (en milliers) | Pop. en % de la pop. nat.. | Nombre de juges actifs |
| ----- | ------------------------------------------ | ------------------------------- | -------------------------- | ---------------------- |
| 1891  | CA, ID, MT, NV, OR, WA                     | 2 087                           | 3,3 %                      | 2                      |
| 1900  | CA, HI, ID, MT, NV, OR, WA                 | 2 798                           | 3,7 %                      | 3                      |
| 1920  | AZ, CA, HI, ID, MT, NV, OR, WA             | 7 415                           | 6,7 %                      | 3                      |
| 1940  | AZ, CA, HI, ID, MT, NV, OR, WA             | 11 881                          | 9,0 %                      | 7                      |
| 1960  | AK, AZ, CA, GU, HI, ID, MT, NV, OR, WA     | 22 607                          | 12,6 %                     | 9                      |
| 1980  | AK, AZ, CA, GU, HI, ID, MP, MT, NV, OR, WA | 37 170                          | 16,4 %                     | 23                     |
| 2000  | AK, AZ, CA, GU, HI, ID, MP, MT, NV, OR, WA | 54 575                          | 19,3 %                     | 28                     |

La taille exceptionnellement importante de la cour actuelle est due au fait qu'aussi bien la population des États de l'Ouest américain que la compétence géographique du neuvième circuit ont augmenté de façon exceptionnelle depuis que le Congrès a, en 1891, créé la cour d'appel des États-Unis d'Amérique pour le neuvième circuit. La cour avait à l'origine une compétence d'appel sur les juridictions fédérales de district de Californie, de l'Idaho, du Montana, de l'Oregon et de Washington. Avec l'arrivée de nouveaux états et territoires au cours du XXe siècle, nombre d'entre eux ont été rattachés à cette cour : ce qui était alors le territoire de Hawaï en 1900, l'Arizona lors de son accession au statut d'État 1912, ce qui était encore le territoire de l'Alaska en 1948, Guam en 1951, le Commonwealth des Îles Mariannes du Nord en 1977. Le tableau ci-dessus montre l'évolution de la compétence du neuvième circuit depuis sa création en 1891.
La culture et la politique des territoires soumis à la juridiction du neuvième circuit sont extrêmement variées. Dans une opinion contraire sur une décision portant sur le droit de publicité concernant Vanna White, star d'une émission télévisée, le juge Alex Kozinski nota de façon sarcastique que « pour le meilleur et pour le pire, nous sommes la cour d'appel du circuit d'Hollywood ». Les juges provenant des zones les plus reculées du circuit notent le contraste entre les problèmes de droit soulevés dans les états urbanisés et peuplés comme la Californie et ceux auxquels sont confrontés des états plus ruraux, tel l'Alaska, l'Idaho et le Montana. Le juge Andrew J. Kleinfeld, qui siège à Fairbanks, dans l'Alaska, écrivit dans une lettre datée de 1998 : « La majeure partie du droit fédéral ne parvient pas à avoir une portée nationale… Il est facile de commettre une erreur en interprétant ces lois quand nous sommes peu habitués à celle-ci, comme c'est souvent le cas, ou de ne pas les interpréter de façon régulière, ce que nous ne faisons jamais. »
Beaucoup de chercheurs, de législateurs et de juristes, comme le Juge Kleinfeld, citent les différences régionales entre les différents états qui composent ce circuit, tout comme les difficultés d'ordre pratique et procédurières dans l'administration d'une cour de cette taille, comme raisons pour que le Congrès prenne l'initiative de scinder le neuvième circuit en au moins deux cours plus réduites,. Les opposants à cette mesure affirment que la cour fonctionne de façon correcte d'un point de vue administratif, et que le véritable problème n'est pas la taille du circuit, mais le fait que le Congrès n'a pas créé assez de postes de Juge pour remplir de façon satisfaisante la tâche de la cour. De plus, de nombreux partisans du maintien du neuvième circuit dans son état actuel estiment que la véritable raison qui pousse certains à demander une scission du circuit est purement politique. Ils estiment qu'appliquer un tel projet isolerait la Californie des autres états du circuit, et que cela diluerait le pouvoir des juges qui ont rendu des jugements qui déplurent aux conservateurs. Quelles que soient les motivations des deux côtés, il est certain que l'idée de diviser le neuvième circuit sera politiquement aussi incendiaire que la bataille autour de la confirmation des juges de cour d'appel sous la présidence de George W. Bush.